# Tunnel de Jannello
Le tunnel de Jannello (Galleria Jannello en italien) est un tunnel bitube monodirectionnel à double voie de 2 300 m emprunté par l'autoroute A2, à hauteur de la commune de Laino Borgo, dans la région de Calabre, en Italie.

## Histoire
La fin du percement s'est achevé le 4 février 2016 après quinze mois de travaux, de jour comme de nuit, sept jours par semaine, par 150 techniciens et ouvriers. L'ouvrage, d'une longueur respective de 2 343 m (tube est) et 2 328 m (tube ouest), a été ouvert à la circulation le 26 juillet 2016. 
Le tunnel suit le viaduc de Jannello (long de 600 m) à l'extrémité sud, juste après la sortie d'autoroute de Laino Borgo et débouche sur le viadotto Italia, le second pont le plus haut d'Europe.